# 쿠르트 아이스너

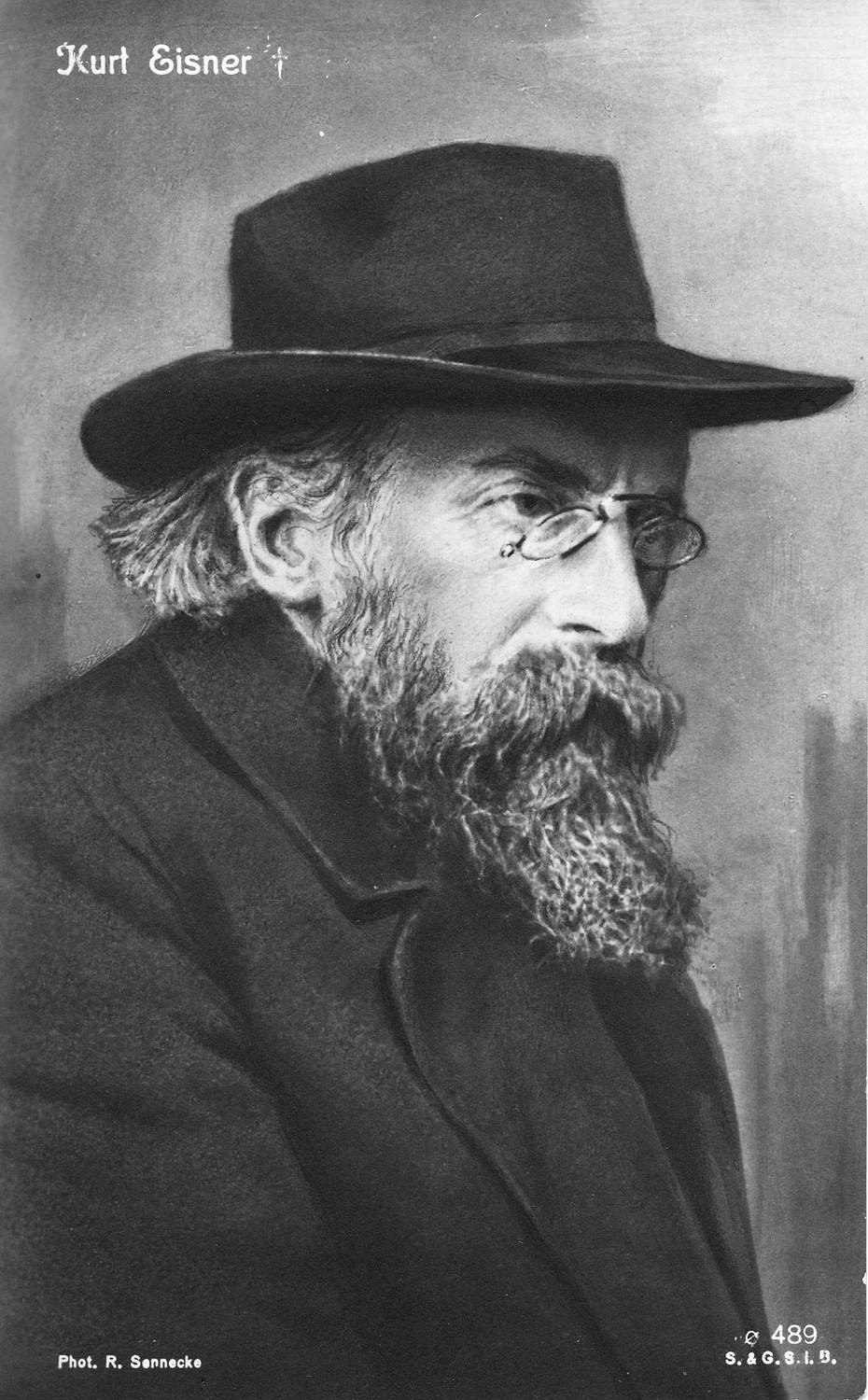

쿠르트 아이스너(Kurt Eisner, 1867년 5월 14일 ~ 1919년 2월 21일)는 독일의 정치인, 혁명가, 저널리스트, 극 비평가이다. 사회주의자 저널리스트로서 그는 사회주의자 혁명을 조직하여 1918년 11월 바이에른주의 비텔스바흐가를 타도하였고 이로 인해 그의 존재가 바바리안 혁명의 상징으로 기술되었다. 막스 베버에 의해 카리스마적 권위의 한 전형으로 사용된다. 아이스너는 바바리아 인민주를 공표하였으나 1919년 2월 21일 뮌헨에서 독일의 극우 국가주의자 아르코(Anton Graf von Arco auf Valley)에 의해 살해당했다.